# Teatro del Oráculo
Teatro del Oráculo es una compañía de teatro físico chilena oriunda de la ciudad de Concepción, en la Región del Biobío, fundada en marzo de 2000 por su director Manuel Loyola y que utiliza diversas técnicas corporales tanto occidentales como orientales.
Desde el 19 de mayo de 2009, la compañía posee personalidad jurídica, bajo el nombre de Centro Cultural Teatro del Oráculo.

## Montajes
La compañía registra hasta ahora nueve montajes:
- El Lazarillo de Tormes (2000), versión libre de la novela homónima.
- Mistiblú (2001), obra del dramaturgo puertorriqueño contemporáneo Roberto Ramos-Perea.
- Concepciones: fragmentos de una memoria (2003), propuesta historiográfica basada en tres trágicos acontecimientos del Concepción del silo XX: el terremoto de Chillán de 1939, el año 70 en la Universidad de Concepción, y la incineración de Sebastián Acevedo, en la Catedral de Concepción. Este proyecto fue ganador del Fondart 2003.[3]
- El Principito o el retorno a lo invisible (2004), versión libre de la novela homónima.
- Laguna de los Negros (2006), propuesta historiográfica que cuenta el tortuoso viaje de los esclavos africanos desde su tierra natal hasta las costas de América del Sur, a principio del siglo XIX. Un amotinamiento los lleva a la horca, arrojándose sus cuerpos a una laguna de Concepción que actualmente lleva su nombre: Laguna de los Negros. Este montaje contenía una veintena de actores y músicos en escena, y su banda sonora fue materializada en un álbum en estudio titulado Laguna de los Negros, bajo el sello Discos Tué-Tué, y producido y dirigido por Francisco Bascur y Christian Estrada, exguitarrista de Zurdaka.[4]
- Ramón Ramón (2007), basada en la historia verídica de Antonio Ramón Ramón, pampino granadino que atentó contra el General Roberto Silva Renard, quien ejecutó la orden para la Matanza de la Escuela Santa María de Iquique en 1907, uno de los acontecimientos más sangrientos de la historia de Chile. Para este montaje el elenco se perfeccionó en distintos talleres con la maestra japonesa de butoh de la luz Minako Seki y con el actor y director chileno Elías Cohen, incorporando técnicas de mimo, Contact improvisación y una corporalidad homogénea, que mezcla una kinética de huesos y piel, utilizando como eje motor los movimientos desde el tandem (o centro del cuerpo). Este proyecto fue ganador del Fondart 2007.[5]
- Santa María de Iquique: la Venganza de Ramón Ramón (2008, reestreno), versión que investiga más a fondo en la vida salitrera. Presentada en la Feria Internacional del Libro de Santiago (FILSA) 2008,[6] en Santiago de Chile.[7]
- vaYven (2009), puesta en escena con solo dos actores, dirigida por la maestra de neo-butoh Minako Seki, invitada el mismo año desde Berlín, donde reside, por la compañía.[8][9]
- Ulises (2010), basada en la obra La Odisea de Homero.
- Mundo Mozart (2013), basada en la vida de los hermanos Wolfgang Mozart y Nannerl Mozart.

## Perfeccionamiento
La compañía ha participado en distintas instancias de perfeccionamiento: en teatro físico, con los instructores Elías Cohen, Martin John, Carla Lobos y Horacio Videla; en danza butoh, con Minako Seki y Ko Murobushi; en Bharatanatyam, con Paula Meru; en Contact Improvisación, con Vanina Goldstein, Cristina Turdo, Daniela Schwartz y Eckhard Müller; entre otros. Algunos de sus integrantes han viajado como Compañía a perfeccionarse en Argentina, Bolivia, Alemania e India, además de otras ciudades del país, como Valparaíso, Santiago de Chile, Iquique, Antofagasta, entre otras.

## Internacionalización
Durante diciembre de 2010 y enero de 2011 la compañía realizó una gira por India, presentando una adaptación de su montaje de 2008 Santa María de Iquique: la venganza de Ramón Ramón.
El Oráculo se presentó en el International Theatre Festival of Kerala (ITFOK) en la ciudad de Thrissur, Kerala, y posteriormente en el 13º Theatre UTSAV, prestigioso festival organizado por la National School of Drama de Delhi.